# Daniel-Gemeindezentrum

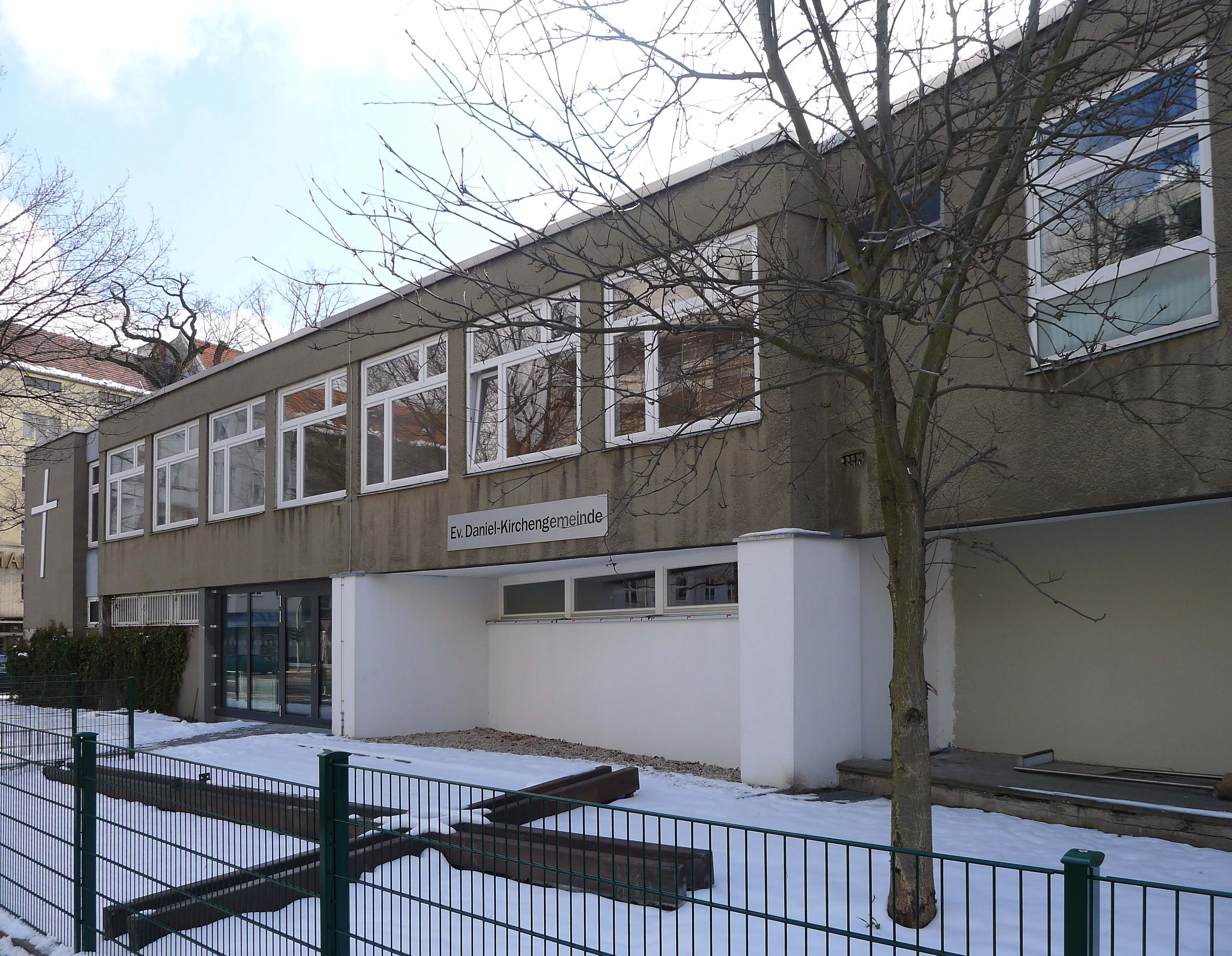
Daniel-Gemeindezentrum

Das Daniel-Gemeindezentrum wurde 1965–1967 nach Plänen von Bodo Fleischer im Architekturstil der Nachkriegsmoderne errichtet. Es befindet sich im Berliner Bezirk Charlottenburg-Wilmersdorf, Ortsteil Wilmersdorf, in der Brandenburgischen Straße 51. Es dient der Evangelischen Daniel-Kirchengemeinde Berlin-Wilmersdorf im Kirchenkreis Charlottenburg-Wilmersdorf, der zum Sprengel Berlin der Evangelischen Kirche Berlin-Brandenburg-schlesische Oberlausitz gehört.

## Geschichte

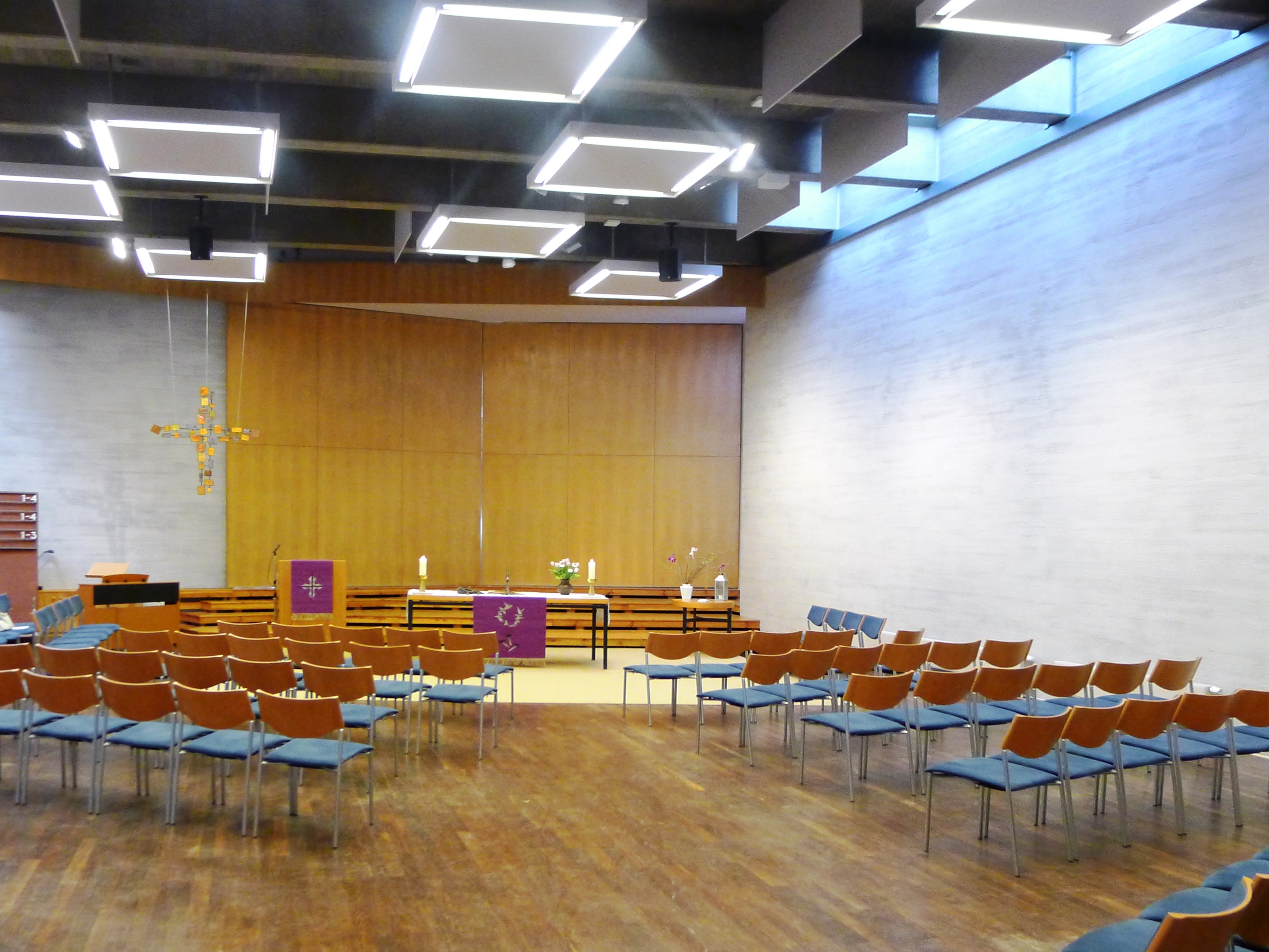
Innenraum

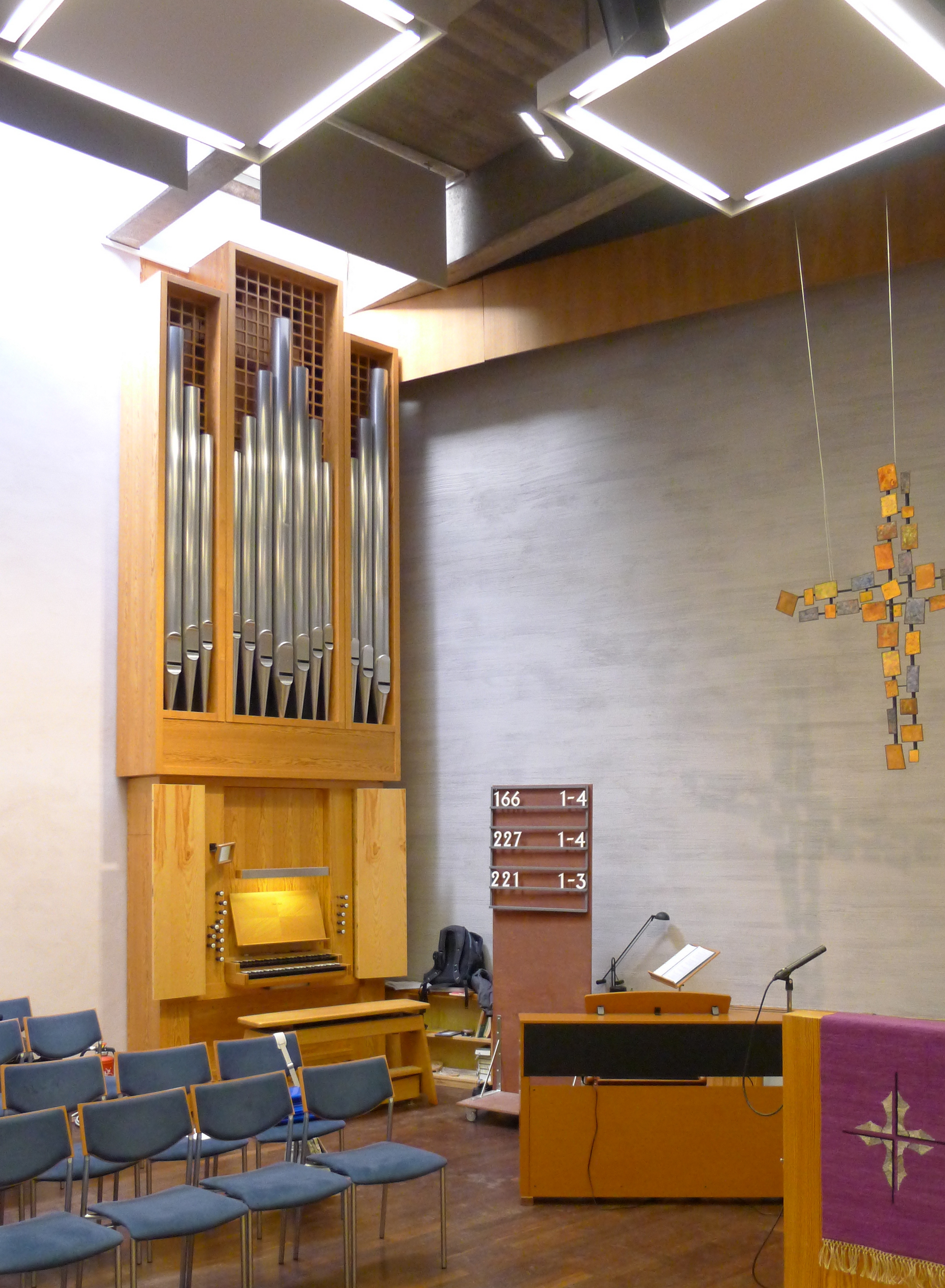
Orgel

Im Jahr 1965 wurde aus Teilen der Gemeinden der Hochmeisterkirche und der Kirche am Hohenzollernplatz eine neue Gemeinde gebildet, die Daniel als Namenspatron wählte. Die Bundesversicherungsanstalt für Angestellte trat ein verwildertes Trümmergrundstück an der Brandenburgischen Ecke Münstersche Straße mit der Bedingung ab, in der Kindertagesstätte die Hälfte der Plätze für Kinder ihrer Mitarbeiter bereitzustellen. Zunächst wurde ein Fertigteilbau errichtet, der später für die Johann-Sebastian-Bach-Kirche in Lichterfelde verwendet wurde. Der erste Abschnitt des Gemeindezentrums wurde am 17. September 1967 eingeweiht. Als baulicher Schwerpunkt war ursprünglich eine Kirche mit markanten Glockenturm geplant, der sowohl vom Kurfürstendamm als auch vom Fehrbelliner Platz her zu sehen sein sollte. Die finanzielle Situation der Kirche insgesamt führte Ende der 1960er Jahre zur Zurückstellung dieses Bauteiles. Das Gemeindezentrum wurde 2012 zum Campus Daniel erweitert.

## Baubeschreibung
Neben den zwei Hauptgruppen der Gemeindezentren mit variablen Kirchenräumen und denen mit Mehrzweckräumen gibt es noch Zentren, bei denen es zwar eine Bauplanung für eine eigenständige Kirche gab, die aber nicht zur Bauausführung kam. Dies ist beim Gemeindezentrum Daniel der Fall, sodass der Gemeindesaal als Gottesdienstraum genutzt wird.
Das Bauwerk wurde als ein mit Mauerwerk ausgefachter Stahlbetonskelettbau errichtet. Die drei Gebäudetrakte des Gebäudekomplexes haben zwei Geschosse. Ein Flügel umfasst den Kirchsaal sowie Gemeinde- und Verwaltungsräume, der rückwärtig angeordnete Flügel enthält die Kindertagesstätte und Jugendräume. Im rechtwinklig zur Münsterschen Straße liegenden dritten Flügel liegen die Wohnungen für Pfarrer und Gemeindeschwestern. Die Baukörper, die einen terrassierten Hof umschließen, sind durch hellen und dunklen Putz gegliedert.
Das Innere des Kirchsaals wirkt wie ein Rohbau. Vom Stahlbetonskelett liegen die Unterzüge frei. Die Betondecke darüber ist unverputzt, die Struktur der Bretter der Schalung ist sichtbar. Der Kirchsaal hat keine Fenster, natürliches Licht erhält er durch einige Oberlichter. Ein einfacher Tisch dient als Altar. Die Orgel mit zwei Manualen und Pedal hat 16 Register und wurde 1992 von der Berliner Orgelbauwerkstatt Karl Schuke gefertigt.

## Geläut
Ein Bronzegeläut aus drei Glocken wurde von Petit & Gebr. Edelbrock hergestellt. Das Gerüst des Glockenstuhls befindet sich auf dem Flachdach des Schulhauses.
| Gussjahr | Schlagton | Gewicht (kg) | Durchmesser (cm) | Höhe (cm) | Krone (cm) | Inschrift |
| -------- | --------- | ------------ | ---------------- | --------- | ---------- | --- |
| 1967     | cis″      | 220          | 69               | 57        | 12         | – |
| 1968     | e″        | 120          | 60               | 50        | 09         | – |
| 2012     | h′        | 310          | 80               | 65        | 12         | UND DIE DA LEHREN WERDEN LEUCHTEN WIE DES HIMMELS GLANZ UND DIE VIELE ZUR GERECHTIGKEIT WEISEN, WIE DIE STERNE IMMER UND EWIGLICH. (DANIEL 12,3) |

## Läuteordnung
Die Läuteordnung für die drei Glocken wurde u. a. für folgende Anlässe wie folgt festgelegt:
- Zum Beginn der Sonn- und Feiertagsgottesdienste, der Feiertagabendgottesdienste oder anderer Wochengottesdienste werden 10 Minuten vor Beginn des Gottesdienstes bis zum Gottesdienstbeginn alle drei Glocken geläutet.
- Zum Vater-unser-Gebet der Gemeinde wird mit der kleinsten Glocke für die Dauer des Gebetes geläutet.
- Zum Beginn der Taufe, Trauung oder Bestattung etc. wird fünf Minuten vor Beginn des Gottesdienstes bis zum Gottesdienstbeginn mit allen drei Glocken geläutet.
- Am Heiligen Abend und Christfest, zu Ostern, zur Konfirmation, zu Pfingsten, in der Silvesternacht kann zum Ende des Gottesdienstes ein 5 bis 10-minütiges Festläuten mit allen drei Glocken erklingen.